# Metepeira vigilax
Metepeira vigilax är en spindelart som först beskrevs av Eugen von Keyserling 1893.  Metepeira vigilax ingår i släktet Metepeira och familjen hjulspindlar. Inga underarter finns listade i Catalogue of Life.